# Ahuas
Ahuas – gmina (municipio) we wschodnim Hondurasie, w departamencie Gracias a Dios. W 2010 roku zamieszkana była przez około 9,9 tys. mieszkańców. Siedzibą administracyjną jest miejscowość Ahuas.

## Położenie
Gmina położona jest w północno-wschodniej części departamentu. Graniczy z gminami:
- Wampusirpe od południa,
- Brus Laguna od północy i zachodu.

Od wschodu obszar ogranicza Ocean Atlantycki.

## Miejscowości
Według Narodowego Instytutu Statystycznego Hondurasu na terenie gminy położone były następujące miejscowości:
- Ahuas
- Kropunta
- Paptalaya
- Waksma
- Warunta
- Wawina